# Білл Гейлі
Ві́льям Джо́н Клі́фтон Ге́йлі (англ. Bill Haley; 6 липня 1925 — 9 лютого 1981), відомий як Бі́лл Ге́йлі — славнозвісний американський співак рок-н-ролу. Він був одним із перших, хто популяризував цю форму музики на початку 1950-х років. Гейлі продав понад 25 мільйонів платівок по всьому світу.

## Біографія
Народився в Гайленд-Парку (шт. Мічиган) 6 липня 1925 року. Один з основоположників рок-н-ролу, Вільям Джон Кліфтон Гейлі вперше почув звуки музики чи не відразу після своєї появи на світ в робочому передмісті Детройта: його батьки обожнювали музику кантрі, батько грав на банджо і мандоліні, а мати на піаніно, будинки часто влаштовувалися імпровізовані концерти. З 13 років виступав на підспівках в місцевих кантрі-групах, але дебютну платівку, разом зі своїм ансамблем «Комети» («Comets»), записав лише в 1951. Серед перших записів були оригінальні композиції «Наведемо ґвалту в цьому шинку» (Rock the Joint), «Чувак з привітом» (Crazy, Man, Crazy) і кавер-версія (1954) старого ритм-енд-блюзового хіта тряс, «Гриміти і перекидатися» (Shake, Rattle and Roll). Нарешті в 1955 вийшов легендарний «Рок цілодобово» (Rock Around the Clock), — і Гейлі зі своєю групою став зіркою першої величини. Але ненадовго. Його швидко затьмарили нові зірки рок-н-ролу — Елвіс Преслі, Чак Беррі, Літл Річард, які запропонували молодіжній аудиторії куди більш енергійно-агресивну версію популярної музики. Проте група Гейлі знайшла свою нішу і шанувальників в Європі і Південній Америці, де часто з успіхом гастролювала аж до середини 1970-х років.
У січні 1986 Гейлі ввійшов до числа перших 15 членів «Залу слави рок-н-ролу» в Клівленді (шт. Огайо). Помер Гейлі в Гарлінгені (шт. Техас) 9 лютого 1981 року.

## Дискографія

### Альбоми з Bill Haley & His Comets
- 1956 — Rock 'n' Roll Stage Show (Decca 8345)
- 1957 — Rockin' the Oldies (Decca 8569)
- 1958 — Rockin' Around the World (Decca 8692)
- 1959 — Bill Haley's Chicks (Decca 8821)
- 1959 — Strictly Instrumental (Decca 8964)
- 1960 — Bill Haley and His Comets (Warner Bros. 1378)
- 1960 — Haley's Juke Box (Warner Bros. 1391)
- 1961 — Twist (Dimsa 8255)
- 1961 — Bikini Twist (Dimsa 8259)
- 1962 — Twist Vol. 2 (Dimsa 8275)
- 1962 — Twist en Mexico (Dimsa 8290)
- 1963 — Madison (Orfeon 12339)
- 1963 — Carnaval de Ritmos Modernos (Orfeon 12340)
- 1964 — Rock Around the Clock King (Guest Star 1454)
- 1964 — Surf Surf Surf (Orfeon 12354)
- 1966 — Whiskey a Go-Go (Orfeon 12478)
- 1966 — Bill Haley a Go-Go (Dimsa 8381)
- 1968 — Biggest Hits (Sonet 9945);
- 1971 — Rock Around the Country (Sonet 623);
- 1973 — Just Rock 'n' Roll Music (Sonet 645);
- 1976 — R-O-C-K (re-recordings) (Sonet 710)
- 1978 — Golden Country Origins (раніше невипущені записи) (Grassroots Records)
- 1979 — Everyone Can Rock and Roll (Sonet 808)